# スティーブ・ザッキア
スティーブ・ザッキア（Steve Zacchia、1982年8月15日 - ）は、スイスのレーシングドライバー。インターコンチネンタル・ル・マン・カップではモラン・レーシングに所属している。 

## 経歴
ザッキアは、1998年からカートを始め、ヨーロッパ・フォーミュラ・ルノーの2000クラスを経て国際レースに参戦を始めた。
2003年からFIA GT選手権に参戦を開始。元F1ドライバーのフィリップ・アリオーがザッキアの最初のチームメイトとなった。同年は、ル・マン24時間レースにもラルブル・コンピティションから出場。コンビを組んだのは、フランスのパトリス・ゲースラールとこのレースで1993年に総合優勝を成し遂げているクリストフ・ブシュー。初出場であったが、クラス4位で完走を果たしている。翌年はヨーロピアン・ル・マンシリーズのGTSクラスにラルブルから参戦。ル・マンでコンビを組んだブシューとペドロ・ラミーと組んで、全4戦中全戦でクラス優勝を果たして同クラスのチャンピオンを獲得した。2005年と2006年はFIA GT選手権やポルシェ・カレラカップ等にスポット参戦するにとどまっているが、2007年に再び、ヨーロッパ・ル・マンにアストンマーチンと提携したラーブルからGT1クラスに参戦し、最終戦のインテルラゴスでクラス優勝を果たす。2010年には同レースにおいてクラスシリーズランキング2位を獲得している。その後も耐久レースを主体に活躍している。

## レース戦績

### ル・マン24時間レース
| 年     | チーム                                                | コ・ドライバー                              | 使用車両                      | クラス | 周回 | 総合順位 | クラス順位 |
| ------ | ----------------------------------------------------- | ------------------------------------------- | ----------------------------- | ------ | ---- | -------- | ---------- |
| 2003年 | ラルブル・コンペティション                            | パトリス・ゲースラール クリストフ・ブシュー | クライスラー・バイパー GTS-R  | GTS    | 317  | 16位     | 4位        |
| 2008年 | スピーディ レーシング チーム セバー・オートモーティブ | アンドレア・ベリッキ ザビエル・ポンピドゥー | ローラ・B08/80-ジャッド       | LMP2   | 194  | DNF      | DNF        |
| 2011年 | ホープ・レーシング                                    | ヤン・ラマース キャスパー・エルガード       | オレカ・01-スイス・ハイテック | LMP1   | 115  | DNF      | DNF        |